# Tomakivka, Solone
Tomakivka (în ucraineană Томаківка) este un sat în comuna Novomariivka din raionul Solone, regiunea Dnipropetrovsk, Ucraina.

## Demografie
Componența lingvistică a localității Tomakivka
     Ucraineană (97,49%)
     Belarusă (1,51%)
     Rusă (1,01%)
Conform recensământului din 2001, majoritatea populației localității Tomakivka era vorbitoare de ucraineană (97,49%), existând în minoritate și vorbitori de belarusă (1,51%) și rusă (1,01%).